# یاسوناری هیراوکا
یاسوناری هیراوکا (انگلیسی: Yasunari Hiraoka؛ زادهٔ ۱۳ مارس ۱۹۷۲) بازیکن فوتبال اهل ژاپن است.
از باشگاه‌هایی که در آن بازی کرده‌است می‌توان به باشگاه فوتبال ناگویا گرامپوس اشاره کرد.